# Koruna Tiệp Khắc
Koruna Tiệp Khắc (Tiếng Séc và Tiếng Slovak: koruna československá vào những thời điểm cuaron československá; koruna nghĩa vương miện) là tiền tệ của Tiệp Khắc từ ngày 10 tháng tư năm 1919, đến ngày 14 tháng 3 năm 1939, và từ ngày 01 tháng 11 năm 1945, đến 07 tháng 2, 1993. Trong một thời gian ngắn vào năm 1939 và một lần nữa vào năm 1993, nó cũng là tiền tệ trong các nước cộng hòa Séc và Slovak riêng biệt.
Vào ngày 8 tháng 2 năm 1993, nó đã được thay thế bởi Koruna Séc và Koruna Slovakia, cả hai đều ngang bằng nhau.
Trong tiếng Slovak, danh từ "Koruna" và "halier" cả hai đều giả định hai dạng số nhiều. "Koruny" và "haliere" xuất hiện sau các số 2, 3 và 4 và trong bối cảnh chung (không đếm được), với "korún" và "halierov" được sử dụng sau các số khác. Các dạng sau cũng tương ứng với việc sử dụng gen trong số nhiều.

## Koruna 1939–1945
Koruna (Tiếng Slovak: Koruna slovenská, lưu ý các từ khác nhau đặt hàng từ Koruna hiện đại) là tiền tệ của Cộng hòa Slovak 1939-1945. Các Koruna Slovak thay thế koros Tiệp Khắc ngang bằng và được thay thế bằng Koruna Tiệp Khắc tái lập, một lần nữa tại par. Viết tắt của nó là Kčs.
Ban đầu, các Koruna Slovak là ngang bằng với Koruna Bohemian và Moravian, với 10 Korunas = 1 Reichsmark. Nó đã bị phá giá, vào ngày 1 tháng 10 năm 1940, với tỷ lệ 11,62 phòng tập thể thao Slovak đến một Reichsmark, trong khi giá trị của đồng tiền Bohemian và Moravian vẫn không thay đổi so với Reichsmark.

## Tiền xu
Năm 1939, tiền xu đã được giới thiệu trong mệnh giá 10 halierov, 5 và 20 Korunas, với 20 và 50 haliers và 1 Koruna thêm vào năm 1940. 10 và 20 haliers là đồng, 50 haliers và 1 Koruna cupronickel, 5 Korunas nickel và 20 Korunas là bạc. Năm 1942, kẽm 5 dây được giới thiệu và nhôm thay thế đồng trong 20 haliers. Nhôm 50 haliers tiếp theo vào năm 1943. Bạc 10 và 50 Korunas đã được giới thiệu vào năm 1944.
So với Koruna Tiệp Khắc trước chiến tranh, tiền xu Koruna của Slovak có thêm 50 K, lượng bạc trong 10 và 20 Ks giảm từ 700 ‰ xuống còn 500 ‰ và tất cả nhưng 5 K lại co lại theo kích thước vật lý. Các nhà thiết kế là Anton Hám, Andrej Peter, Gejza Angyal, Ladislav Majerský và František Štefunko. Tiền xu được đúc trong bạc hà Kremnica.

## Tiền giấy
Năm 1939, các ghi chú của Tiệp Khắc cho 100, 500 và 1000 korún được ban hành với SLOVENSKÝ ŠTÁT được in đè lên chúng để sử dụng ở Slovakia. Năm đó cũng thấy sự ra đời của 10 và 20 ghi chú Koruna của chính phủ.

## Tỷ giá hối đoái lịch sử

Tỷ giá hối đoái lịch sử năm 1999

Biểu đồ cho thấy giá trị của đồng euro trong các phòng tắm hơi từ năm 1999 đến tháng 12 năm 2008. Như có thể thấy, tiền tệ được củng cố như nền kinh tế Slovakia đã làm. Các Koruna gia nhập ERM II vào ngày 28 tháng 11 năm 2005 với tỷ lệ € = 38.4550 Sk với một ban nhạc 15%. Vào ngày 17 tháng 3 năm 2007, tỷ lệ này đã được điều chỉnh thành 35,4424 Sk với cùng băng tần, mức tăng 8,5% về giá trị của Koruna. Cùng ngày, 1 euro giao dịch ở mức 33,959 Sk. Tỷ lệ trung tâm của Koruna sau đó được điều chỉnh một lần nữa vào ngày 28 tháng 5 năm 2008 đến 23,8545 mà không có thay đổi trong ban nhạc.